# Watu Karung
Watu Karung is een bestuurslaag in het regentschap Pacitan van de provincie Oost-Java, Indonesië. Watu Karung telt 1436 inwoners (volkstelling 2010).